# Aller Ding
Aller Ding ist ein 2003 bei S. Fischer erschienener Lyrikband von Michael Lentz.

## Inhalt
Die Gedichte in Aller Ding handeln dem Titel folgend von allem Möglichen. Einzig die Liebe hat der Autor von vornherein als Thema ausgeklammert. So finden sich auf 200 Seiten kürzere und längere Gedichte verschiedener Art, vom kurzen Kalauer bis zum Erzählgedicht.

## Rezensionen
Für die Neue Zürcher Zeitung ist Aller Ding der hymnischen Rezension von Beatrix Langner folgend ein „temperamentvolles Kompendium experimenteller Lyrik des 20. Jahrhunderts“. Langner sah in dem Band die langnotwendige „Befreiung des Buchstaben vom Terror des Sinns“. Michael Braun von der Frankfurter Rundschau machte einen „Abschied“ von der Lyrik aus. Doch ginge es in dem von ihm positiv aufgenommenen Werk nicht allein um die „letzten Dinge“ der Poesie, sondern auch des Menschen: ein verzweifeltes „Aufbegehren gegen das factum brutum des Todes“ sei zu erkennen. Harald Hartung (Frankfurter Allgemeine Zeitung) konnte den Gedichten dagegen kaum etwas Positives abgewinnen; allein ein neun Seiten langes Anagramm auf Dieter Schnebel findet die Anerkennung des Rezensenten, der ansonsten in dem Buch einen „Fake der Fülle“ sieht. Auch Nicolai Kobus, der Rezensent der taz, verfasste zu dem Werk eine unentschiedene Kritik und verglich den Autor mit Panizza und Pastior. Wie der FAZ-Rezensent goutierte er die „Schnebel-Erzählung“ als besonders gelungen, entdeckte aber im Gegensatz zu Hartung auch noch einige weitere Highlights. Burkhard Müller von der Süddeutschen Zeitung unterstellte dem späteren Präsidenten der Freien Akademie der Künste zu Leipzig und Hochschullehrer nach der Lektüre von Aller Ding wenig verblümt „Wahnsinn“ und verriss den Band in seiner Gesamtheit.

## Einzelbelege
1. ↑  Michael Lentz: Aller Ding. Gedichte. In: perlentaucher.de. Abgerufen am 16. März 2024.